# Médaille de connerie avec palme
Médaille de connerie avec palme, aussi appelé La Guerre de Sécession (The Red Badge of Gayness ou War en version originale) est le quatorzième épisode de la troisième saison de la série animée South Park, ainsi que le 45e épisode de l'émission.

## Synopsis
Comme chaque année, a lieu la reconstitution de la bataille du mont Tamarack pendant la Guerre de Sécession. Marvin Marsh, grand-père de Stan, dirige celle-ci. Cartman décide de se déguiser en général Lee (sudiste) pour se différencier de ses trois copains habillés eux en nordistes. De plus, il promet que le Sud va gagner cette année. La reconstitution est sponsorisée par une marque de schnaps à la prune.